# Il seme tra le stelle
Il seme tra le stelle (The seedling stars) è un romanzo di fantascienza di James Blish che affronta il problema dell'adattabilità dell'uomo ad ambienti ostili su pianeti dell'Universo non adatti alla vita umana. La vecchia terra è ormai un pianeta ostile sconvolto dalla follia e l'unica speranza per l'uomo è mutare per adattarsi ai nuovi mondi.
La colonizzazione degli altri pianeti avviene tramite la modifica genetica dell'essere umano, invece della modifica dell'ambiente alieno.